# توگو در المپیک تابستانی ۲۰۲۴
کاروان المپیکی توگو، یکی از کاروان‌های شرکت‌کننده در بازی‌های المپیک تابستانی ۲۰۲۴ بود. این دوره از بازی‌ها از ۲۶ ژوئیه تا ۱۱ اوت ۲۰۲۴ (۵ تا ۲۱ امرداد ۱۴۰۳ خورشیدی) به میزبانی پاریس، پایتخت فرانسه برگزار شد. پس از نخستین حضور این کاروان در المپیک ۱۹۷۲، به جز دو دوره (المپیک ۱۹۷۶ مونترال در پی بایکوت کشورهای آفریقایی و المپیک ۱۹۸۰ مسکو در پی حمایت از تحریم بازی‌ها به رهبری ایالات متحده) شرکت کرده‌اند. در پایان این دوره، پنج ورزشکار این کاروان موفق به کسب مدال نشدند.

## شرکت‌کنندگان
ورزشکاران این کاروان (شامل ۲ مرد و ۳ زن) در ورزش‌های زیر به رقابت پرداختند.
| ورزش        | مردان | زنان | مجموع |
| ----------- | ----- | ---- | ----- |
| دو و میدانی | ۰     | ۱    | ۱     |
| روئینگ      | ۰     | ۱    | ۱     |
| شنا         | ۱     | ۱    | ۲     |
| سه‌گانه      | ۱     | ۰    | ۱     |
| مجموع       | ۲     | ۳    | ۵     |